# Sauroposeidon
Sauroposeidon ('sauriërzeegod', naar de Griekse god Poseidon) is een geslacht van uitgestorven plantenetende sauropode dinosauriërs dat behoort tot de groep van de Titanosauriformes. Sauroposeidon leefde in het Vroeg-Krijt, 110 miljoen jaar geleden (Albien), in Noord-Amerika. De enige benoemde soort is de typesoort Sauroposeidon proteles.

## Vondst en naamgeving

De vindplaats van Sauroposeidon in het zuidoostelijke deel van Atoka County

Het holotype OMNH 53062 werd in mei 1994 door Robert Cross, een hondentrainer bij de McLeod-gevangenis, tijdens het met zijn honden verkennen van de grenzen van het zeer uitgebreide gevangenisterrein gevonden op het land van boer Harvey Arnold in Atoka County in Oklahoma, niet ver van de locatie waar Acrocanthosaurus gevonden was op het land van diens vader Herman Arnold. Cross had al eerder fossielen opgespoord. Richard Cifelli en een team van het Oklahoma Museum of Natural History groeven de botten op in mei en augustus 1994. De vondst bestond uit vier aaneengesloten nekwervels, de vijfde tot en met de achtste (vanaf de kop) met hun gepaarde nekribben. De wervels werden gevonden in een laag kleigesteente van de Antlersformatie die 110 miljoen jaar geleden ontstond. Dit plaatst Sauroposeidon in het Vroeg-Krijt, meer bepaald op de grens tussen het Aptien en het Albien. Oorspronkelijk dacht men, vanwege de langgerekte vorm en ongewone grootte, dat het fossiele boomstammen waren.
De botten werden dus opgeslagen tot dr. Cifelli ze in 1999 aan de afgestudeerde student Mathew Wedel gaf om ze te bestuderen als onderdeel van een universitair onderzoeksproject. Nadat ze de ware aard van de vondst hadden ontdekt, maakten ze een persbericht openbaar in oktober 1999, gevolgd in maart 2000 door een officiële publicatie van hun ontdekking in het Journal of Vertebrate Paleontology waarin Cifelli, Wedel en radioloog Richard Kent Sanders de typesoort Sauroposeidon proteles benoemden.
In een opvolgende publicatie uit 2000 werden de wervels meer in detail beschreven.
In 2011 en 2012 stelde Michael D'Emic dat Paluxysaurus Rose 2007, in Texas gevonden in lagen van ongeveer gelijke ouderdom, een jonger synoniem van Sauroposeidon zou zijn. Beide vormen hebben gelijksoortige langgerekte halswervels en hun verschillen zouden volgens D'Emic veroorzaakt zijn door het feit dat Paluxysaurus op veel jongere exemplaren gebaseerd is. Indien dit juist zou zijn, is van Sauroposeidon veel meer fossiel materiaal bekend want de in 2007 aan Paluxysaurus toegewezen fossielen omvatten ook delen van de schedel, de rest van de wervelkolom en de ledematen.

### Etymologie
De geslachtsnaam verwijst naar het Griekse woord sauros, 'hagedis', hier in de betekenis van 'sauriër', en Poseidon, de Griekse zeegod die wordt geassocieerd met aardbevingen en daarom het epitheton Ennosigaios of Enosichthoon kreeg, de 'Aardschudder', een verwijzing naar de kleine aardschokken die het lopen van het dier zou hebben veroorzaakt — overigens is tegenwoordig de consensus dat het met de trillingen wel zou hebben meegevallen. De geslachtsnaam zette een kleine trend want na 2000 zou nog een andere sauropode het achtervoegsel ~poseidon in de naam krijgen, namelijk Xenoposeidon. De soortaanduiding proteles betekent 'vervolmaakt voor het einde', een verwijzing naar het feit dat alle Noord-Amerikaanse sauropoden in het midden van het Krijt vermoedelijk uitstierven en Sauroposeidon volgens de beschrijvers voor dat tijdstip de meest afgeleide kenmerken voor een brachiosauride ontwikkelde.

## Beschrijving

Vergelijking van de grootte van Sauroposeidon met die van een mens. De botten die zichtbaar zijn in het dier zijn misschien alle resten die er van Sauroposeidon gevonden zijn

Sauroposeidon werd in 2000 op zo'n achtentwintig meter lang geschat met de kop volgens Wedel op ongeveer zeventien meter hoogte, zo hoog als een flatgebouw van zes verdiepingen. De neklengte werd in 2000 geschat op 11,25 tot 12 meter. Wedel stelde dat als Sauroposeidon de bouw had van Brachiosaurus, het gewicht tussen de vijftig en zestig ton moet hebben gelegen, maar liet de mogelijkheid open dat het dier lichter gebouwd was.

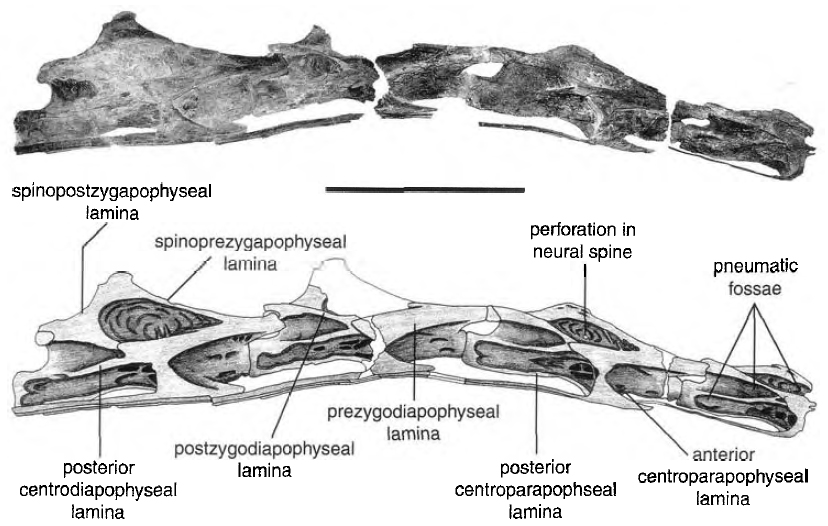
De vier halswervels van het holotype

In de tweede publicatie uit 2000 werd een herziene reeks van onderscheidende kenmerken gegeven. De wervellichamen van de nek zijn extreem langwerpig; ze zijn vijfmaal langer dan hoog. De richel tussen het wervellichaam en de parapofyse, het facet voor de onderste ribkop, loopt door de uiterste achterrand van het wervellichaam. De diapofyse, het uitsteeksel dat het facet draagt voor de bovenste ribkop is op een derde van de lengte achter de bolle voorkant van het wervellichaam gelegen. De doornuitsteeksels hebben diep uitgeholde zijvlakken die bij de voorste halswervels zelfs doorboord zijn. De centrale zijdelingse pleurocoelen, pneumatische uithollingen, zijn zeer groot en lopen naar achteren door tot aan het achterste gewrichtsfacet van het wervellichaam. De interne botstructuur bestaat volledig uit kleine luchtkamertjes die gescheiden worden door beenschotten die in dikte variëren van één tot drie millimeter. De totale lengte van iedere nekrib bedraagt drie of meer centrumlengten.

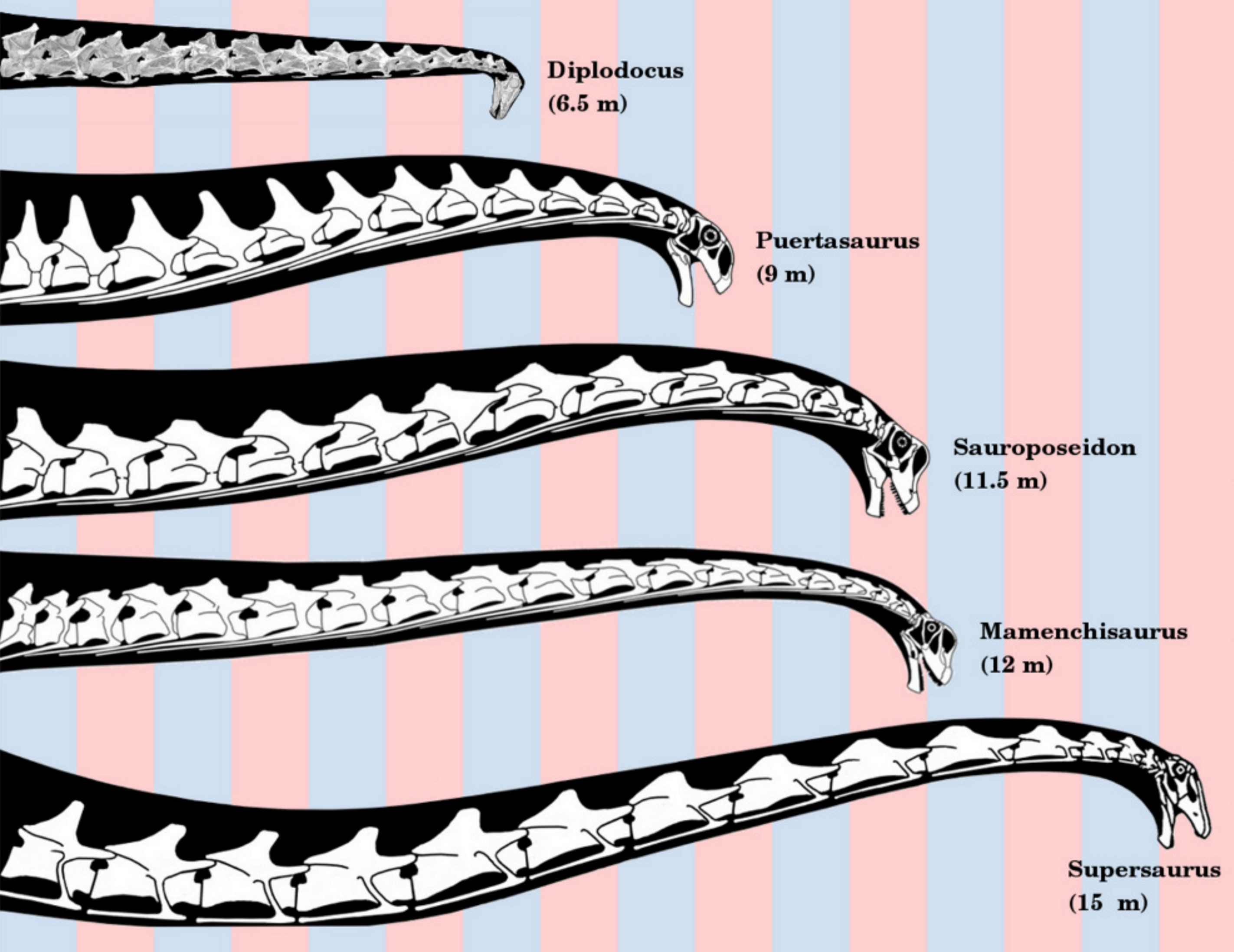
De nek van Sauroposeidon is lang maar er zijn langere

De afmetingen van de nekwervels van Sauroposeidon, samen waren ze ruim vier meter lang, laten zien dat de nek ongeveer een derde langer was (maar slechts een zesde breder) dan bij zijn verwant Brachiosaurus. Een van de halswervels van het holotype, vermoedelijk de achtste, is met honderdveertig centimeter de langste die van enig dier bekend is. Ze waren, zoals onderzoek door R. Kent Sanders aantoonde, extreem gepneumatiseerd, dat wil zeggen: gevuld met luchtholten. Zo'n negentig procent van de wervel was lucht en de botwanden zijn op sommige plaatsen niet dikker dan 0,6 millimeter. De luchtholten waren vermoedelijk weer verbonden met een systeem van luchtzakken. De nek was zo een lichte constructie en kon ook dienen voor koeling: een zo groot dier liep steeds het gevaar van oververhitting. De maximale hoogte waarop de kop geheven kon worden is niet helemaal zeker omdat die afhankelijk is van de onderlinge bewegelijkheid van de wervels; deze is niet goed bekend. Sommige geleerden schatten die op een maximale zes graden per wervel; in dat geval was de hoogte slechts een veertien meter.

## Fylogenie
Sauroposeidon werd in 2000 in de Brachiosauridae geplaatst. Het onderzoek door D'Emic had echter mede tot uitkomst dat Paluxysaurus een lid was van de Titanosauria, wat dan ook voor Sauroposeidon zou gelden indien beide taxa identiek zijn.

## Geologie
De paleovindplaats waar Sauroposeidon proteles gevonden werd, OMNH V821 (Atoka County, Oklahoma), bevindt zich in de Antlersformatie die zich doorheen negen county's in het zuidoosten van Oklahoma en in aangrenzende delen van zuidwest-Arkansas en noord-centraal-Texas, in een patroon dat de rand van de toenmalige Gulf Coast markeerde, uitstrekt. Het zeeniveau lag toen veel hoger dan nu en de huidige Gulf Coast lag onder water. De sedimenten van de Antlersformatie werden afgezet op overstromingsvlaktes en in kustmoerassen. Geologisch is de formatie gelijkwaardig aan de ernaast liggende Trinity Group (geologische groep) van Centraal-Texas. De datering van de Trinity Group is gebaseerd op marine ongewervelden. Ten noordoosten van de grens van de kalksteenafzettingen van Glen Rose bevatten de opeenvolgende formaties van de Trinity Group bijna exclusief sedimenten die op het land gevormd werden. De ouderdom van de Antlersformatie wordt conventioneel als Aptien-Albien (Onder-Krijt) beschouwd. Dit tijdsinterval begon volgens de geologische tijdschaal van de International Commission on Stratigraphy ongeveer 125 miljoen jaar geleden (Ma) en eindigde ongeveer 100,5 miljoen jaar geleden. De Antlersformatie zelf is ongeveer 110 miljoen jaar oud en werd niet radiometrisch maar op basis van biostratigrafische gegevens gedateerd. De formatie bestaat overwegend uit fijne, goed gesorteerde, maar weinig geconsoliseerde of slecht gelithificeerde zandsteen met tussenliggende kleisteenlagen en siltsteenlagen. Deze sedimenten werden in een fluviodeltaïsche omgeving afgezet. In de buurt van de vindplaats, die waarschijnlijk in het bovenste middendeel van de Antlersformatie ligt, wordt de dikte van de formatie op 150 meter geschat. De meeste gewervelde fossielen van de Antlersformatie worden in de kleigesteenten aangetroffen. De vindplaats met Sauroposeidon proteles wijkt hiervan af omdat de horizont waarin het gevonden werd voornamelijk uit zandsteen bestaat met kleine lenzen en aders fijnere klasten van klei- en siltsteen.

## Tafonomie

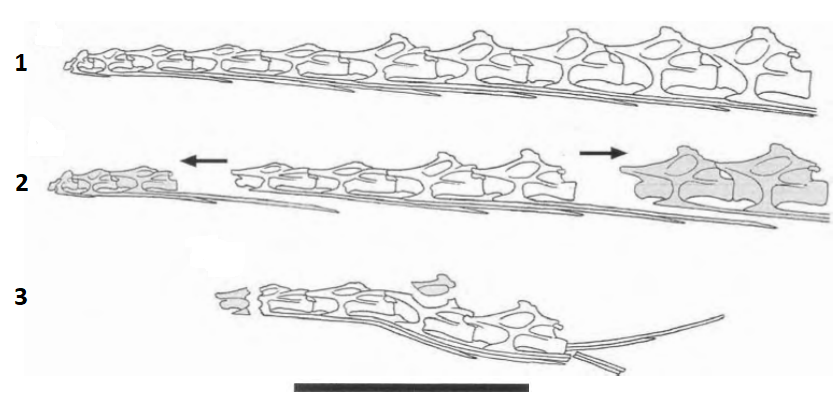
Sauroposeidon proteles (Onder-Krijt van Oklahoma). 1: reconstructie van halswervels 3 tot en met 10 in anatomisch verband, 2: verbreking anatomisch verband door krachten uitgeoefend evenwijdig aan de lengte-as van de wervels, 3: holotype OMNH 53062 zoals het gevonden werd met de ribben van halswervels 7 en 8 gedeeltelijk uit verband en weergave van ontbrekende delen van wervels 5 en
7. Ontbrekende delen in het grijs. De schaalaanduiding vertegenwoordigt drie meter.

OMNH 53062, het holotype van Sauroposeidon proteles, is samengesteld uit de vijfde tot en met de achtste halswervels uit het midden van de hals, samenhangend en met halswervelribben gepreserveerd in anatomische positie. Bij ontdekking lag deze wervelreeks op de rechterzijde onder een hoek naar het noordwesten. De halswervelribben van elke wervel strekken zich naar achteren onder de twee volgende wervels uit waarbij ze een verticaal gestapelde bundel van drie ribben vormen. De halswervelribben van de wervels vóór de reeks van de vier bewaard gebleven wervels waren niet aanwezig, terwijl de halswervelribben van de twee bewaarde achterste wervels 2,1 meter achter het einde van de laatste wervel uitsteken. De halswervels werden in anatomische positie aangetroffen en werden niet vervormd door contractie post mortem, wat erop kan wijzen dat ze door sediment bedekt werden toen de halsspieren nog aanwezig waren. Het verlies van de ribben van de halswervels gelegen vóór de bewaard gebleven wervels en het behoud van de ribben van de bewaard gebleven wervels geven aan dat het onwaarschijnlijk is dat de nek overdwars gebroken werd, maar door onbekende krachten (een grote vleesetende dinosauriër?) parallel aan de lengte-as verscheurd werd. Uitgebreide opgravingen brachten geen andere beenderen van Sauroposeidon proteles aan het licht. De afmetingen van het dier en de delicate staat van preservering van de opgegraven halswervels lijkt intensief riviertransport van de wervels en van de rest van het lichaam uit te sluiten. Met een totale geschatte lengte van achtentwintig meter en een geschat gewicht van vijftig ton lijkt het onwaarschijnlijk dat zulk kadaver zomaar kon wegdrijven. Het is gissen wat er met de rest van het lichaam gebeurde. Het lijkt plausibel dat het lichaam bleef waar het dier stierf en dat de nek loskwam van het lichaam en wegdreef. Maar beenderen die door water verplaatst worden zijn doorgaans afgerond en gebroken. De wervels zijn heel delicaat gebouwd en konden verplaatsing door een rivier dus niet doorstaan. Daarbij zijn de ribben van de halswervels ook bewaard gebleven, wat vrijwel onmogelijk is moesten ze verplaatst geweest zijn.

## Paleo-ecologie
De thanatocoenosen van de Antlersformatie leveren gegevens voor de reconstructie van een reeds lang verdwenen ecosysteem waarin niet alleen Dinosauria leefden.

### Dinosauria
Het paleomilieu van de Antlersformatie was waarschijnlijk vergelijkbaar met dat van het huidige Louisiana, met lagunes, bayous, rivierdelta's en wouden, en langs de oude kustlijn van de toenmalige Gulf Coast leefden verschillende soorten dinosauriërs. Zoals in de meeste afzettingen van het Onder-Krijt van westelijk Noord-Amerika was de ornithopode Tenontosaurus de meest voorkomende dinosauriër. De vindplaats OMNH V821 bevatte naast de halswervels van Sauroposeidon proteles ook een gedeeltelijk skelet van Tenontosaurus sp. (met inventarisnummer OMNH 34191) dat zich op twintig meter en dus niet in nauw verband met de sauropode bevond. De gedeeltelijke verspreiding van het Tenontosaurusskelet wijst op enige verplaatsing door water, maar het bewaard blijven van delicate schedelbeenderen toont aan dat dit transport gematigd was. Op de Sauroposeidonvindplaats werden ook een aantal tanden van de theropode Deinonychus antirrhopus (Dromaeosauridae) gevonden en schedelbeenderen en postcraniale beenderen van een kleine krokodilachtige. Ook deze fossielen werden niet in nauw verband met Sauroposeidon proteles gevonden. Naast Deinonychus leefde er nog een veel grotere carnivore dinosauriër tijdens het Aptien-Albien (Onder-Krijt) in het gebied waar nu Atoka County ligt. Acrocanthosaurus atokensis (genoemd naar Atoka County) werd een twaalf meter lang en had een geschat lichaamsgewicht van vier ton. De soort werd voor het eerst in Atoka County gevonden. Latere ontdekkingen in Oklahoma en Texas maakten van Acrocanthosaurus (superfamilie Allosauroidea, familie Carcharodontosauridae) een van de bekendste grote theropoden. Zoals bij Deinonychus zijn er meer tanden dan beenderen bekend. Acrocanthosaurus is een plausibele kandidaat voor het uit anatomisch verband brengen van de hals van Sauroposeidon proteles. Naast de sauropode Sauroposeidon zou uit de Antlersformatie nog een sauropode bekend zijn, nl. Astrodon sp. (klade Macronaria, klade Titanosauriformes), maar Astrodon zou een nomen dubium zijn.

### Andere gewervelden
In de Antlersformatie zijn de meeste soorten gewervelden vertegenwoordigd door tanden. Tanden zijn meer resistent tegen verwering dan beenderen. De meeste gewervelden wisselen hun tanden tijdens het leven waarbij oude tanden uitgeworpen worden, en waardoor dus het aantal fossiele specimina sterk verhoogd wordt. Vissen, krokodillen, hagedissen, schildpadden en primitieve zoogdieren lieten hun tanden en schilden en schubben in de sedimenten achter. De meest algemene en meest voorkomende fossielen zijn de schubben van de lepisosteiforme Lepisosteus, een beensnoek die nu nog algemeen is in Oklahoma.

#### Zoogdieren
- Astroconodon sp.[16] (orde Eutriconodonta, familie Triconodontidae, onderfamilie Alticonodontinae)[21] en Atokatheridium boreni (orde Deltatheroida, familie Deltatheridiidae).[22]
- Multituberculata (orde) (onderklasse Allotheria, familie onzeker)
- Tribosphenida (klade) (klade Zatheria, familie indet.)[23]

#### Reptielen
- Bernissartia sp.[16] (klade Crurotarsi, superorde Crocodylomorpha, orde Crocodilia, familie Bernissartiidae).
- Atokasaurus metarsiodon (superorde Lepidosauria, orde Squamata, infraorde Scincomorpha)[24] en Ptilotodon wilsoni (superorde Lepidosauria, orde Squamata, familie Teiidae).[24]
- Naomichelys sp.[16] (orde Testudines, familie Pleurosternidae), ?Glyptos sp.[16] (orde Testudines, familie Glyptospidae).

#### Amfibieën
- Albanerpeton arthridion (onderklasse Lissamphibia, orde Allocaudata, familie Albanerpetontidae)
- Niet-geïdentificeerde kikkers (orde Anura).

#### Vissen
- Kraakbeenvissen (Chondrichthyes): Hybodus butleri en ?Hybodus sp.[16] (Hybodontidae), Lissodus anitae (Polyacrodontidae).[22][24][25][26]
- Straalvinnigen (Osteichthyes): Gyronchus dumblei (orde Pycnodontiformes, familie Pycnodontidae), ?Palaeobalistum sp.[16] (orde Pycnodontiformes, familie Pycnodontidae), Lepisosteus (orde Lepisosteiformes (beensnoeken), familie Lepisosteidae (kaaimansnoeken), niet-geïdentificeerde Semionotiformes (klade Neoginglymodi).[22][24][25][26] en niet-geïdentificeerde Amiiformes.

## Paleobiologie

### Afmetingen
Uit vergelijkingen tussen de beenderen van Sauroposeidon met sauropoden waarvan meer beenderen bekend zijn, vooral Brachiosaurus, kunnen gevolgtrekkingen gemaakt worden met betrekking tot afmetingen, waarschijnlijk voorkomen en paleobiologie. In een wetenschappelijk artikel uit 1988 bediscussieerde de Amerikaanse paleontoloog Gregory S. Paul uitvoerig de afmetingen en de vermoedelijke levensgewoonten en gedrag van de enorme Brachiosauridae. Het meest volledige opgestelde skelet van Brachiosaurus brancai (Giraffatitan), is HMN S of wel Skelett S dat voornamelijk onderdelen van HMN SII bevat, en opgesteld staat in het Museum für Naturkunde (Humbolt Museum) in Berlijn. De beenderen werden ontdekt bij de Tendaguruheuvel in het zuiden van Duits-Oost-Afrika, het huidige Tanzania. De skeletopstelling is een samenstelling van meerdere individuen met verschillende afmetingen waardoor de lichaamsproporties niet helemaal accuraat zijn, maar het is het meest geschikte voorbeeld dat beschikbaar is. Het bevat een volledige en samenhangende reeks halswervels van negen meter lengte. De halswervels van Sauroposeidon zijn tussen vijfentwintig en drieëndertig procent langer dan de corresponderende wervels van het skelet in het Berlijnse Museum für Naturkunde. In de veronderstelling dat de (onbekende) rest van de nek van Sauroposeidon dezelfde proporties had als die van Brachiosaurus, resulteert dit geëxtrapoleerd in een neklengte van 11,25 tot 12 meter. Schattingen van de totale lichaamsomvang van Sauroposeidon vereisen een andere manier van vergelijken. Ondanks dat de halswervels veel langer zijn dan die van het opgestelde skelet van Brachiosaurus brancai (Giraffatitan), is de diameter van de halswervels van Sauroposeidon maar iets groter. Indien de werveldiameter als basis voor een schatting van de lichaamsgrootte genomen wordt, dan was Sauroposeidon waarschijnlijk maar iets groter dan Brachiosaurus, maar had het een veel langere nek.
| Lengte wervellichaam | -       | 1.220 | 1.230 | 1.250 |
| Totale lengte        | -       | 1.350 | 1.370 | 1.400 |
| Halswervelriblengte  | 3.400 + | 3.420 | 3.300 | 3.100 |
| Hoogte gewrichtskom  | 180     | 200   | 220   | 270   |
| Totale hoogte        | 430     | 510   | -     | 695   |

Maar de sauropode Mamenchisaurus hochuanensis (klade Eusauropoda, familie Mamenchisauridae) toont aan dat een heel lange nek door een relatief klein lichaam kan gedragen worden. Mogelijk was Sauroposeidon proteles van dezelfde grootte of kleiner dan het Brachiosaurus brancaiskelet (Giraffatitan) van het Museum für Naturkunde in Berlijn, maar Wedel et al. (2000) achten dit onwaarschijnlijk. Door het ontbreken van beenderen van de ledematen en van het lichaam moet elke schatting van de lichaamsgrootte van Sauroposeidon als voorlopig beschouwd worden. Alexander (1989), Paul (1988) en Colbert (1962) gebruikten volumetrische verplaatsing door water om het lichaamsvolume van Brachiosaurus te berekenen en bekwamen schattingen van resp. 46,6, 32 en 78,3 ton. Door gebruik te maken van allometrie van de beenderen van de ledematen, schatten Anderson et al. (1985) en Russell et al. (1980) het gewicht van Brachiosaurus op resp. 29 en 15 ton. Deze vijf schattingen geven een gemiddelde van 40 ton, of 36 ton indien de schattingen van 15 en 78 ton als te extreem beschouwd worden. Omdat lichaamsgewicht toeneemt met de derde macht van de lineaire dimensie, resulteren relatief kleine toenames in lineaire afmeting in een veel groter lichaamsgewicht. HM XV2, een kuitbeen met een lengte van 134 centimeter en daarmee slechts een achtste langer dan het 119 centimeter lange kuitbeen van het opgestelde skelet, is afkomstig van een dier dat veertig procent meer zou gewogen hebben, tot vijftig à zestig ton totaal lichaamsgewicht. Indien Sauroposeidon dezelfde lichaamsbouw had als Brachiosaurus kan het ook tussen vijftig en zestig ton gewogen hebben. Maar gezien de slanke nek is het mogelijk dat het lichaam van Sauroposeidon verhoudingsgewijs even slank was waardoor het dier minder kan gewogen hebben dan het dier dat door het opgestelde skelet in het Museum für Naturkunde vertegenwoordigd wordt. Een gelijkaardige situatie bestaat tussen Apatosaurus en de langere, lichter gebouwde Diplodocus die een geschat gewicht van resp. dertig en tien ton hadden. In de thoracale en abdominale beenderen van sauropoden waren waarschijnlijk luchtholtes aanwezig die het totale lichaamsgewicht aanzienlijk zullen verminderd hebben.

### Stand van de nek en paleobiomechanica
Niettegenstaande het feit dat brachiosauriden traditioneel gereconstrueerd werden met bijna vertikaal gehouden nekken, is er volgens sommige onderzoekers weinig bewijs voorhanden dat dit werkelijk zo was. Omdat de doornuitsteeksels van de achteraan gelegen halswervels en van de vooraan gelegen ruggenwervels van de Brachiosaurus brancai skeletopstelling (Giraffatitan) in het Berlijnse Museum für Naturkunde ontbraken bij de opgraving, werden deze in gips gereconstrueerd. Om deze reden zou de bijna verticale houding van de nek in de skeletopstelling niet als bewijs mogen genomen worden dat deze tijdens het leven werkelijk zo gehouden werd. Paul & Leahy beweerden dat de achteraan gelegen halswervels en de vooraan gelegen ruggenwervels van Camarasaurus 'afgeschuind' waren om een scherpe dorsaalflexie van de nek in 'neutrale houding' ('in rust') mogelijk te maken. Volgens deze opvatting werd de nek van Brachiosaurus door Gregory S. Paul gereconstrueerd. Maar volgens Janensch zijn de achteraan liggende halswervels niet afgeschuind en werden in samenhang en in een rechte lijn aangetroffen op de vindplaatsen in de Tendaguru-formatie van Tanzania (Boven-Jura). Parrish en Stevens gebruikten computersimulatie om aan te tonen dat de dorsaalflexie van de basale halswervels van Camarasaurusskeletten het gevolg is van het postmortem samentrekken van de nekspieren, en wezen erop dat deze dorsaalflexie het bewegingsbereik van de nek dat tijdens het leven mogelijk was overtrof. Stevens en Parrish stelden op basis van computersimulatie van het bewegingsbereik van de halswervels vast dat de Diplodocidae Diplodocus en Apatosaurus tot slechts beperkte dorsaalflexie, dus het optillen van de nek, in staat waren. Daartegenover konden deze genera hun nek diep buigen (ventroflexie) en hadden ook een groot lateraal bewegingsbereik. Bij deze simulatie werd ervan uitgegaan dat de facetten van de zygapofysen minimaal over de helft van hun lengten contact behielden, net als bij moderne dieren, zodat de wervels naar boven toe een maximale hoek van 5° ten opzichte van elkaar konden maken. Zou men een minimaal absoluut contact hebben aangenomen, voor een gelijke mate van veiligheid als bij moderne zoogdieren die veel kleinere wervels hebben, dan zou dat een hoek van 9° mogelijk hebben gemaakt en dus een veel grotere nekbuiging. Stevens en Parrish voerden aan dat de lange nekken van diplodociden de dieren toelieten over een breed gebied van planten dichtbij de grond te eten, dus laag te grazen. De lange voorpoten en de extreem lange nekken van brachiosauriden zijn dan weer indicaties van grazen op grote hoogte. Tussen giraffes en andere hoefdieren bestaat een gelijkaardige graasverhouding. De ontwikkeling van een zeer lange nek bij Brachiosaurus kan plaatsgevonden hebben om toegang te krijgen tot voedselbronnen die voor kleinere genera dinosauriërs onbereikbaar waren, maar dit op voedselcompetitie gebaseerd scenario verklaart niet waarom Sauroposeidon een nog langere nek had. De tweede grootste herbivoor in de paleofauna van de Antlersformatie is de ornithopode Tenontosaurus. Het is heel onwaarschijnlijk dat Sauroposeidon en Tenontosaurus met een hoogte over de kruin van resp. ca. achttien en ca. drie meter, en dus aanzienlijk verschillend graasbereik, concurreerden om de beschikbare vegetatie. Sauropoden uit het Onder-Krijt van andere formaties schijnen niet groot genoeg of talrijk genoeg geweest te zijn om selectieve druk door voedselcompetitie uit te oefenen. Maar de extra twee tot drie meter neklengte van Sauroposeidon zou tegenover Brachiosaurus de hoeveelheid voedsel dat kon opgenomen worden verdubbeld hebben. Alhoewel een dier de hoeveelheid voedsel dat kan opgenomen worden kan vermeerderen eenvoudig door zich te verplaatsen, zijn wouden moeilijk toegankelijk voor grote dieren. Een lange beweeglijke nek werd ontwikkeld mogelijk gedeeltelijk om bewegingsbeperking ten gevolge van grote lichaamsomvang te overwinnen.

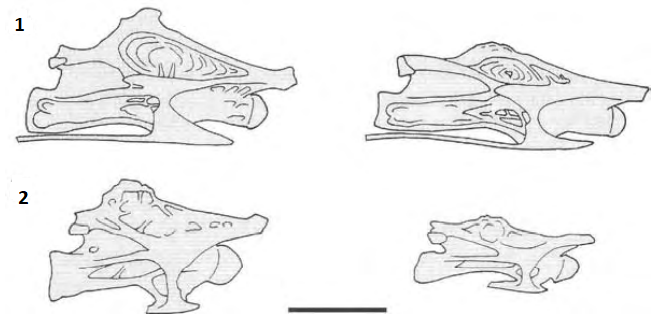
Zicht op de rechterzijkant van een vooraan en een achteraan gelegen halswervel van 1: Sauroposeidon proteles (OMNH 53062) uit het Onder-Krijt van Oklahoma en ter vergelijking 2: Brachiosaurus brancai (Giraffatitan) (HM SII) uit het Boven-Jura van Tanzania. 2 is een hertekening van Janensch (1950a, fig. 37 en 43). De schaalaanduiding vertegenwoordigt 50 cm.

De nek werd ondersteund door interspinale ligamenten en epaxiale spieren. Alexander speculeerde dat bij minstens een paar genera sauropoden een groot elastisch ligament voor de meeste ondersteuning van de nek kan gezorgd hebben. Verschillende families sauropoden, waaronder Camarasauridae en Diplodocidae, hadden gespleten (gevorkte) doornuitsteeksels aan de halswervels en aan de vooraan gelegen ruggenwervels. Zoals bij vogels hadden families met niet-gevorkte doornuitsteeksels, zoals Brachiosauridae, waarschijnlijk een onderbroken interspinaal ligament. Bij de genera met gespleten doornuitsteeksels bevinden de ligamentaanhechtingsplaatsen zich gewoonlijk aan de voorste en achterste uiteinden van de spleet (vork), wat eveneens kan wijzen op onderbroken ligamenten of op een doorlopend ligament dat ook aan elke wervel verankerd was. De opvallende dorsale knobbels op vele sauropode halswervels, vooral op de achteraan gelegen halswervels, geven aan dat er sterke rugspieren waren. Grote en sterke epaxiale spieren zullen noodzakelijk geweest zijn om de nek op te richten en droegen waarschijnlijk aanzienlijk bij om de nek in alle standen te ondersteunen. Zowel vogels als sauropoden hebben halswervelribben die verankerd zijn aan de diapophysen en parapophysen van de halswervels. De musculus longus colli ventralis (de spier die over de buikzijde van de nek loopt) is door middel van peesachtige verbindingen vastgehecht aan het uiteinde van de parapophysen. Een halswervelrib bestaat uit verbeende peesachtige elementen die caudaal langs de aanhechtingslijn lopen. Bij vogels zijn de halsribben tamelijk kort, alhoewel ze bij struisvogels langs de volledige lengte van de halswervel lopen. Bij sauropoden zijn de halswervelribben dikwijls veel langer en lopen langs de volledige lengte van twee of zelfs drie wervels. Deze lange halswervelribben zijn maan- of eivormig in doorsnede. Waar ze elkaar overlappen vormen ze verticaal gestapelde bundels. Tijdens het leven werden deze meer dan waarschijnlijk bij elkaar gehouden door retinaculair bindweefsel, zoals de niet verbeende pezen van de musculus longus colli ventralis van vogels. Dit retaniculair bindweefsel maakte het mogelijk dat de halswervelribben langs elkaar heen gleden tijdens het strekken en buigen van de nek, op dezelfde manier als pezen.
De sauropodenek vormde door de elastische epaxiale spieren en de samendrukbare halswervels een horizontaal belaste balk. De stabiliteit van dit systeem was waarschijnlijk laag, daar de wervels onderling articuleerden door middel van zeer mobiele kogelgewrichten. De vorming van langwerpige halswervelribben door verbening van de pezen van de musculus longus colli ventralis kan noodzakelijk geweest zijn om de spankracht in het onderste gedeelte van de volledige lengte van de nek te behouden. De grootte van de opschortende krachten uitgeoefend door de dorsale spieren kan dorsaalflexie ter hoogte van elk hoogmobiel kogelgewricht in de hand gewerkt hebben. Maar dit werd gecounterd door de spankracht die geleverd werd door de musculus longus colli ventralis en de begeleidende halswervelribben, waardoor de nek in dynamisch evenwicht gehouden werd. Bij skeletten waarvan de beenderen in anatomisch verband aangetroffen worden ligt de nek dikwijls in een scherpe bocht in de richting van de rug, de karakteristieke zogenaamde 'doodshouding'. Dit kan de kop tot boven de rug brengen. Deze houding werd als bewijs gebruikt dat zulke stand van de nek ook tijdens het leven mogelijk was. Maar door vochtonttrekking van de interspinale ligamenten trekken deze sterk genoeg samen om de halswervels uit hun onderling verband te lichten. De wervels kunnen nog altijd samenhangen door middel van de zygapofysen, de contact makende werveluitsteeksels, nadat hun kogelgewrichten uit elkaar getrokken waren en waardoor de indruk van volledige samenhang gegeven wordt. In zulke doodshouding liggen de halswervelribben meestal gespreid en waaieren vanuit de wervelreeks naar onder uit. De halswervelribben van sauropoden liggen parallel bij skeletten waarbij de nek niet in een doodshouding verwrongen werd. De dorsale ligamenten en epaxiale spieren moesten het gewicht van de nek dragen en waren waarschijnlijk veel sterker dan de spiergroepen die langsheen de volledige lengte van de onderkant van de nek liepen. De gespreide halswervelribben van de skeletten in een doodshouding wijzen erop dat de postmortem samentrekking van de dorsale ligamenten en de dorsale spieren de ligamenten van de musculus longus colli ventralis, die normaliter parallel liggen, uit elkaar trokken. Zodra dit gebeurd was, zou de nek zich vrij en dorsaal extreem hebben kunnen uitstrekken zonder tegenwerkende kracht van de hypaxiale spieren, een toestand die zich tijdens het leven niet zou voorgedaan hebben.
Het biomechanische overgangspunt ter hoogte van de middelste halswervels dat zowel in Brachiosaurus als Sauroposeidon aanwezig is, is van zowel biomechanisch als van taxonomisch belang. De hoge doornuitsteeksels van de achteraan gelegen halswervels vergrootten de hoogte van de dorsale knobbels op de wervels. Deze spieraanhechtingsplaatsen werden door de ontwikkeling van hoge doornuitsteeksels verder weg verplaatst van het kogelgewricht tussen elk paar wervels, waardoor de hefboomarm ten opzichte van de rotatie-as in het dorsoventrale vlak vergroot werd. Dit kan de kracht uitgeoefend door de dorsale spieren vergroot hebben. Daar tegenover kan de lichtere bouw van de vooraan gelegen halswervels gediend hebben om de mobiliteit van de schedel en het belendende deel van de nek te vergroten. Vooral de lage doornuitsteeksels van de vooraan gelegen halswervels zouden minder mechanisch voordeel aan de ondersteunende spieren verschaft hebben en wijzen erop dat steun in de distale nek belendend aan de kop minder belangrijk was. Het biomechanische overgangspunt kan de verandering van een meer opgerichte houding in de basis van de nek naar een meer horizontale buiging in het laatste derde deel van de nek gemarkeerd hebben, en waardoor de nek in neutrale houding waarschijnlijk een lichte S-vorm kreeg. Deze hypothese zou kunnen getest worden door het gebruik van een computermodel zoals beschreven door Stevens en Parrish (1999). Maar de vervaardiging van zulk model vereist kennis van de grootte, positie en oriëntering van de zygapofysen doorheen de serie halswervels. De zygapofysen van de meeste achteraan gelegen halswervels zijn niet bewaard gebleven in zowel Brachiosaurus als Sauroposeidon waardoor het empirisch testen van de houding van de nek van brachiosauriden mogelijk zal moeten wachten tot meer volledige skeletten gevonden worden. Problematisch is daarbij dat Stevens en Parrish erg dunne kraakbeenlagen tussen de wervels veronderstelden. Lagen met een dikte proportioneel aan de lengte van de wervel zouden een veel hogere beweeglijkheid opleveren.

### Ademhalingssysteem

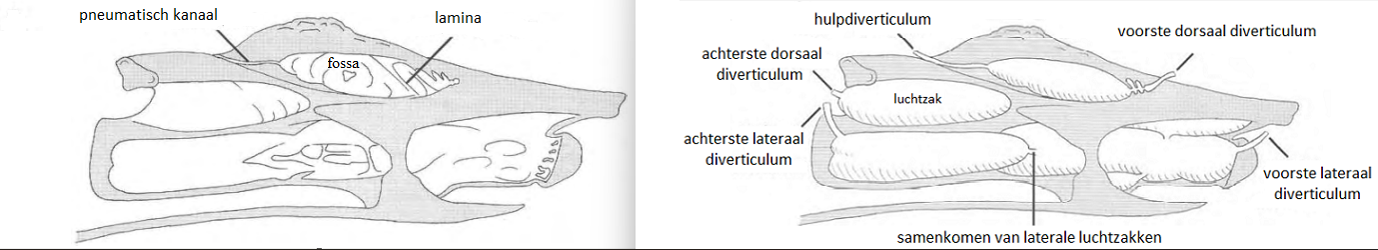
Lateraal zicht op de rechterkant van de zesde halswervel van Sauroposeidon proteles. Links: pneumatische uithollingen in wit weergegeven. Rechts: hypothetische tekening van het luchtzakkensysteem, gebaseerd op dat van Struthio camelus. De vier primaire luchtzakken worden van lucht voorzien door diverticula die ontspringen uit het neurale kanaal ter hoogte van de dwarse foramina. Het aaneengesloten pneumatisch been op de linkerkant van het wervellichaam toont aan dat de laterale luchtzakken samenkwamen en een doorlopend luchtkanaal door de volledige lengte van de wervel vormden, zoals bij vogels.

De halswervels van sauropoden bevatten, zoals bij vogels, vele interne luchtholten, die als pneumatische uithollingen kunnen beschouwd worden. De botwand vertoont doorboringen die foramina of pneumatische openingen genoemd worden. De externe uitsparingen van de wervels in de wervellichamen (centra) zijn pleurocoelen of pneumatische fossae tussen de laminae. Bij vogels, die ook tot de Dinosauria gerekend worden, worden de longen van lucht voorzien door luchtzakken in het abdomen. Deze luchtzakken zijn de weke delen die het ademhalingssysteem vormen. Ze hebben lange pneumatische uitlopers naar de wervels die diverticula genoemd worden. De meeste sauropoden hebben sacrale wervels die van holtes voorzien zijn, en bij Diplodocidae bevatten de vooraan gelegen staartwervels ook holtes. Volgens Reid (1997) en Britt (1993) zijn er voldoende overeenkomsten tussen het ademhalingssysteem van vogels en sauropoden. Alhoewel het ademhalingssysteem (luchtzakkensysteem) van sauropoden waarschijnlijk niet zo geavanceerd en complex was als bij vogels zal het bestaan van zulk systeem, hoe basic ook, een aanzienlijke invloed gehad hebben op het lichaamsgewicht. Zich baserend op vergelijkingen met zoogdieren opperde Alexander (1989, 1985) dat de longen van dinosauriërs acht tot tien % van het inwendige lichaamsvolume in beslag namen. Een pneumatisch systeem (luchtzakkensysteem) in thorax en abdomen zou het luchtvolume in het lichaam verdubbeld of verdrievoudigd hebben waardoor het lichaamsgewicht aanzienlijk verminderd werd. Wedel et al. stelden (2000) dat geen van de toen bestaande gewichtsschattingen van sauropoden rekening hield met het mogelijke bestaan van zulk luchtzakkensysteem, zodat deze schattingen met minstens twintig procent te hoog kunnen zijn. De mogelijke aanwezigheid van een luchtzakkensysteem bij sauropoden kan de meeste theorieën die met betrekking tot het metabolisme van sauropoden werden voorgesteld beïnvloeden, omdat lichaamsvolume de vereisten voor de ademhaling en voor de hoeveelheid voedsel die opgenomen wordt, beïnvloedt.

## In de populaire cultuur
Sauroposeidon is een van de zes dinosauriërs die werden gebruikt in de miniserie Clash of the Dinosaurs van Discovery Channel.